# ルクソール国際空港
ルクソール国際空港（アラビア語：مطار الأقصر الدول、英語：Luxor International Airport）は、エジプト・ルクソールから東に6kmの位置にある国際空港である。

## 概要
カルナック神殿、王家の谷など古代遺跡の観光客利用が多く、2007年には1,977万568名に利用されている。日本からはエジプト航空が2007年10月28日から既存の大阪/関西-カイロ線を週2便から週3便に増便し、その内2便をルクソールへの直航便として運航を開始している（ルクソール経由カイロ行きで、復路は従来通りカイロ発のみ）が、2012年1月から運休となっている。

## 就航路線
| 航空会社                                               | 就航地 |
| ------------------------------------------------------ | --- |
| エア・アラビア                                         | シャールジャ |
| エール・オーストラル                                   | パリ/ドゴール |
| アルマスリア・ユニバーサル航空                         | クウェート |
| アークフライ                                           | アムステルダム |
| バーレーン航空                                         | バーレーン |
| イージージェット                                       | ロンドン/ガトウィック |
| エーデルワイス航空                                     | チューリッヒ |
| エジプト航空                                           | アブ・シンベル、アスワン、バルセロナ、カイロ、クウェート、ロンドン/ヒースロー、マドリード、ミラノ、大阪/関西（運休中）、パリ/ドゴール、ローマ                                                          |
| エジプト航空エクスプレス（エジプト航空との共同運航便） | アブ・シンベル、アスワン、カイロ、マルサ・アラム、シャルム・エル・シェイク |
| フライドバイ                                           | ドバイ |
| ハンブルク・インターナショナル                         | カールスルーエ |
| ジャジーラ航空                                         | クウェート |
| ジェットエアフライ                                     | ブリュッセル |
| クウェート航空                                         | クウェート |
| ルクスエア                                             | ルクセンブルク |
| ネオス                                                 | ミラノ、ヴェローナ |
| カタール航空                                           | ドーハ |
| トーマス・クック航空                                   | ロンドン/ガトウィック、マンチェスター |
| トーマス・クック航空                                   | ブリュッセル |
| TUIエアウェイズ                                        | バーミンガム、ブリストル、ロンドン/ガトウィック、マンチェスター |
| トランスアビア・ドットコム・フランス                   | パリ/オルリー |
| TUI航空                                                | ベルリン/テーゲル（2013年3月16日をもって廃止予定）、ベルリン/ブランデンブルク（2013年3月17日から就航開始予定）、ケルン、デュッセルドルフ、フランクフルト、ハノーファー、ミュンヘン、シュトゥットガルト |
| ターキッシュ エアラインズ                              | イスタンブール(2019/9就航) |

## 過去に就航していた都市

### 国内線
- : フルガダ

### アジア
- : ジェッダ
- : バクー
- : シーラーズ

### ヨーロッパ
- : エアフルト（英語版）、ニュルンベルク
- : トゥールーズ、マルセイユ
- : カターニア
- : ウィーン、ザルツブルク